# Richmond, The American International University in London
 (octobre 2022).
Si vous disposez d'ouvrages ou d'articles de référence ou si vous connaissez des sites web de qualité traitant du thème abordé ici, merci de compléter l'article en donnant les références utiles à sa vérifiabilité et en les liant à la section « Notes et références ».
Richmond, The American International University in London est une université privée située à Londres, au Royaume-Uni. Richmond a été fondée en 1972 par l'éducateur britannique Cyril Taylor. L'université possède deux campus dans le Grand Londres, à Richmond Hill et à Kensington.
L'université décerne des diplômes américains de l'État américain du Delaware, où Richmond est accrédité par la Commission des États du Milieu sur l'enseignement supérieur. Jusqu'en 2018, les diplômes britanniques de Richmond étaient décernés par l'Open University ; mais à partir de l'année universitaire 2018/2019, Richmond a pu décerner ses propres diplômes britanniques, après avoir reçu des pouvoirs d'attribution de diplômes enseignés de l'Agence d'assurance qualité pour l'enseignement supérieur. Cela signifie que tous les étudiants de Richmond obtiennent à la fois un diplôme britannique et américain en étudiant un programme.